# Jacques Michel
Pour les articles homonymes, voir Michel.
Jacques Michel, nom de plume et de scène de Jacques Rodrigue né le 27 juin 1941  à Sainte-Agnès-de-Bellecombe (lieu aujourd'hui annexé à Rouyn-Noranda; en Abitibi-Témiscamingue), est un auteur-compositeur-interprète et musicien québécois.

## Biographie
En 1970, Jacques Michel voit reconnaître son talent d'auteur-compositeur en remportant le Grand Prix du Festival de Spa en Belgique avec sa chanson Amène-toi chez-nous, et le second prix au Festival international de la chanson populaire de Tokyo avec Un nouveau jour va se lever. Après avoir participé, en France, à une émission de télévision qui lui est consacrée, il revient dans un Québec encore sous le choc de la crise d'octobre et où sa chanson Un nouveau jour va se lever prend figure d'hymne auprès d'une partie de la population. Avec les albums Citoyen d'Amérique et surtout S.O.S., Jacques Michel devient un des porte-parole de la jeunesse indépendantiste et socialisante. Sa participation aux spectacles Poèmes et chants de la résistance en 1971 et 1973 contribue à l'identifier encore davantage à la chanson engagée. De 1972 à 1974, il lance quatre albums, dont Dieu ne se mange plus, le plus rock de sa carrière, et connaît beaucoup de succès en spectacle au Québec, dans les Maritimes et en Ontario, aidé par les chansons Chacun son refrain, Pas besoin de frapper pour entrer, Allume mes lumières et Le temps des jours meilleurs. Jusqu'en 1983, il se retrouve au palmarès avec les succès Voyez-vous le temps qu'il fait, Prends ton temps, Pour toi, Il chantait, Le jardinier et Ceux qui s'aiment puis met à toutes fins utiles un terme à sa carrière à la fin des années 80.
Jacques Michel effectue un retour réussi en 2015 avec la parution d'un nouvel album intitulé Un nouveau jour. Il participe aux Francofolies de Montréal et repart ensuite en tournée.

### Jacques Michel et les autres
En plus d'obtenir de nombreux succès en tant que chanteur (entre 1967 et 1983), Jacques Michel écrit pour d'autres artistes, notamment pour Les Lutins ("Monsieur le robot", "Roquet Belles Oreilles), Nicole Martin (Comme une fenêtre ouverte, 1980, chanson parue sur l'album Laissez-moi chanter) et Martine Chevrier (Star, 1983). La chanteuse française Isabelle Aubret a aussi interprété à sa façon plusieurs succès de l'artiste, dont Amène-toi chez nous, Il chantait et Pour toi, ce dernier titre ayant aussi été chanté par Julie Arel. Plus tard, Sylvain Cossette fera un succès de sa reprise de Pas besoin de frapper pour entrer, et Gérard Lenorman donnera un nouveau souffle à Amène-toi chez nous en 1995. La version 2004 québécoise de Star Académie a utilisé comme chanson thème le grand succès de Jacques Michel Un nouveau jour va se lever, chanson qui fut aussi enregistrée par Pauline Julien.

## Discographie

### Albums
- 1965 : Jacques Michel... et ses chansons
- 1967 : Jacques Michel
- 1968 : Jacques Michel
- 1969 : Jacques Michel
- 1970 : Citoyen d'Amérique
- 1971 : S.O.S.
- 1972 : Pas besoin de frapper pour entrer
- 1973 : Dieu ne se mange plus...
- 1974 : C'que j'ai l'goût d'dire
- 1975 : Migration
- 1976 : Ma nouvelle saison
- 1977 : Le Temps d'aimer...
- 1978 : Le Cœur plus chaud
- 1980 : Passages
- 1982 : Maudit que j'm'aime !
- 2015 : Un nouveau jour
- 2019 : Tenir

### Compilations
- 1971 : Jacques Michel 1960-1970
- 1978 : Les 18 grands succès de Jacques Michel
- 1978 : Le meilleur de Jacques Michel
- 1981 : Album souvenir
- 1993 : Rétrospective
- 1993 : Migration et autres chansons
- 1993 : S.O.S. et autres chansons engagées
- 1998 : Chansons d'impatience et d'espoir
- 1998 : Chansons d'amour et d'amitié
- 1998 : Chansons victoires
- 2004 : À chacun son refrain

### Album en concert
- 1973 : Jacques Michel à la Comédie

## Honneurs
- 1965 - Grand Prix du Festival du Disque
- 2007 - Chevalier de l'Ordre national du Québec